# طوليات
طوليات أو لوتيات (الاسم العلمي Lotidae)، فصيلة أسماك من أسماك القد وشعاعيات الزعانف ورتبة الغادسيات. وهي تشبه أسماك اللنغ. موطنها نصف الأرض الشمالي. جميع الأنواع توجد في القطب الشمالي والمحيط الأطلسي والمحيط الهادي. باستثناء عدد قليل من الأنواع، كاسمك البربوط النهري الذي يوجد في البحيرات والأنهار في شمال أوروبا وأمريكا الشمالية.